# Деркач Олександр Петрович
Олекса́ндр Петро́вич Дерка́ч (25 березня 1987 — 29 серпня 2014) — солдат 51-ї окремої механізованої бригади Збройні сили України, учасник російсько-української війни.

## З життєпису
Народився 1987 року в селі Довжиця (Маневицький район, Волинська область). Закінчив Любешівський технічний коледж; там познайомився з майбутньою дружиною. Їздив на заробітки в Росію; створив родину.
9 квітня 2014 року прийшла повістка — пішов до воєнкомату без роздумів. Кулеметник, 51-та окрема механізована бригада.
Дані про загибель різняться — згідно одних, 29 серпня 2014-го загинув під селом Андріївка Волноваського району Донецької області — автомобіль бригади підірвався на міні. Згідно інших, загинув 25 чи 26 серпня. Тоді ж полягли солдати Волков Микола Васильович і Бірюков Роман Ростиславович.
Опізнаний по експертизі ДНК — тривала 2 місяці. Родичам було показано рештки скелета — без рук і ніг. Вдома лишилися дружина Олена, син Олександр 2012 р.н., дев'ятеро братів та сестер.
Похований в Довжиці.

## Нагороди та вшанування
За особисту мужність і героїзм, виявлені у захисті державного суверенітету та територіальної цілісності України, вірність військовій присязі під час російсько-української війни
- нагороджений орденом «За мужність» III ступеня (26.2.2015, посмертно).
- Його портрет розміщений на меморіалі «Стіна пам'яті полеглих за Україну» у Києві: секція 3, ряд 3, місце 33
- Вшановується 29 серпня на щоденному ранковому церемоніалі вшанування українських захисників, які загинули цього дня у різні роки внаслідок російської збройної агресії[1]
- У жовтні 2017 року в Любешівському технічному коледжі йому відкрито пам'ятну дошку.[2]